# Upanayana

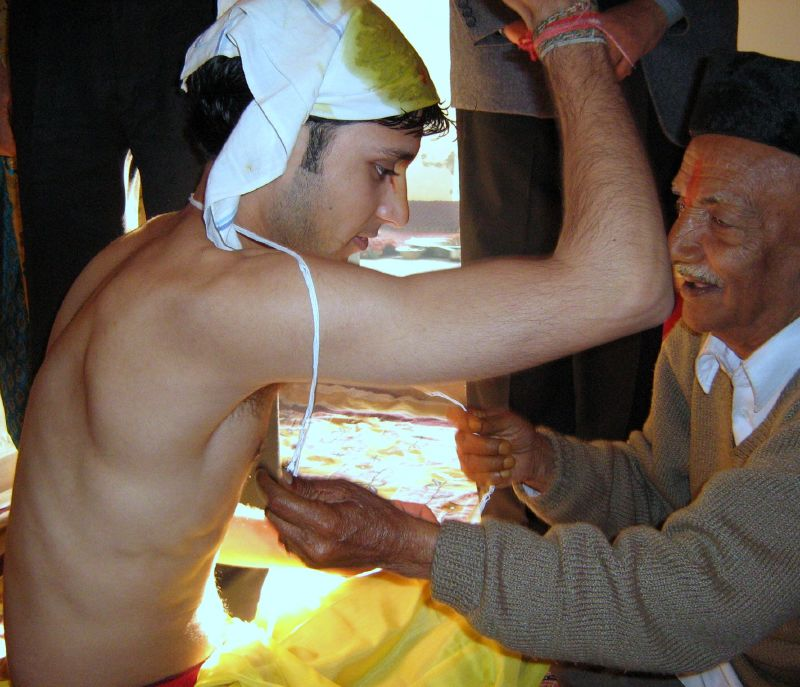
Upanayana au Népal, 2007.

L'Upanayana est un rite de passage de l'hindouisme: un samskara. Il marque chez l'enfant le début de l'étude des textes sacrés: les Védas, et de l'éducation en général. L'histoire de l'Inde a fait que plus la caste de l'enfant est élevée, plus la cérémonie a lieu tôt dans sa vie, tout en sachant que généralement ce rite n'était, autrefois, pratiqué qu'envers les garçons. Un pagne, une ceinture, un cordon sacré sont transmis au jeune étudiant. Le cordon se retrouve dans l'Inde du sud comme du nord et est vraiment le lien entre toutes les traditions de cette cérémonie et le symbole le plus marquant, symbolisant le rattachement à la connaissance mais aussi à un professeur. Yajnopavita est le nom de ce cordon. L'Upanayana est un des Saṃskāra les plus importants avec le mariage et les enterrements. Remplie de symboles, la cérémonie rend grâce au dieu Agni qui tel le soleil illumine les consciences des chercheurs de paix, l'ahimsa du sous-continent indien. Don au temple et cérémonie autour du feu sont de mise.
Dans la Manusmṛti (Lois de Manu), Livre 2e, qui traite des : « Fondement de la Loi. Sacrements : initiation, noviciat. » et compte 249 versets, le n° 44 prescrit que:

« Le cordon sacré d'un Brahmane doit être en coton, enroulé sur (l'épaule) droite et triple, (celui) d'un Kshatriya en fil de chanvre, (celui) d'un Vaishya en fil de laine. »

À l'issue de la cérémonie, le récipiendaire est devenu un Dvija, qui signifie « deux fois né ». 

## Sources consultées
- (en) Sarvepalli Radhakrishnan, The Cultural heritage of Indian: Itihāsas, Purāṇas, Dharma and other Sāstras, volume 2, Kolkata, Inde, Ramakrishna Mission, Inst. of Culture, 1969, 738 p. (ISBN 8185843031) . Consulté le 11 décembre 2020.
- Georges Strehly, « Lois de Manou, livre 2e , 1893 », sur remacle.org (consulté le 11 décembre 2020).